# Дэвис, Кэй
Кэй Дэвис (Kay Elizabeth Davies; род. 1 апреля 1951, Стаурбридж, Англия) — британский генетик, молекулярный генетик. Доктор философии, профессор, профессор Оксфордского университета и почётный директор его MRC Functional Genomics Unit, член Лондонского королевского общества (2003) и АМН Великобритании (член-основатель).

## Биография
Училась в оксфордском Сомервилль-колледже и окончила его по химии в 1969 году. Работала в Wolfson College, Oxford. C 1998 года именной профессор (Dr Lee’s Professor) анатомии Оксфордского университета, с 2008 по 2011 год заведующая кафедрой. В 2000 году соучредитель Oxford Centre for Gene Function и ныне его содиректор. Также является содиректором MDUK Oxford Neuromuscular Centre, фелло оксфордского Хэртфорд-колледжа. С 2008 года управляющий Wellcome Trust, с 2013 года заместитель его председателя. В 2011—2013 гг. входила в совет директоров Американского общества генетики человека, его давний член.
Почётный член Genetics Society (2012).
Опубликовала более 400 работ.

## Награды и отличия
- Joan Mott Prize Lecture[англ.], Physiological Society[англ.] (2010)
- WISE Lifetime Achievement Award (2014)
- Называлась Science Council[англ.] в числе «UK’s 100 leading practising scientists» (2014)[10]
- William Allan Award[англ.], Американское общество генетики человека (2015)[9][11]
- Медаль Круна Лондонского королевского общества (2019)
- Centenary Award британского Биохимического общества (2020)[12]

Дама-Командор ордена Британской империи (2008).